# 基督教民主党 (智利)
基督教民主党（西班牙語：Partido Demócrata Cristiano），智利中間派和基督教民主主義政党。1957年成立。创始人是爱德华多·弗雷·蒙塔尔瓦，曾于1964－1970年擔任智利總統。
基督教民主黨在智利政治中扮演關鍵的角色。過去曾反對阿連德的馬克思主義政府，但在1973年右翼軍事獨裁政府上台後又轉而反對軍事獨裁，要求恢復民主政府。
基督教民主黨以基督教民主主义和基督教社會主義为指导思想，主张建立“公有社会”，表示既反对“无限制的”资本主义，但也反对共产主义。
基督教民主黨曾是中左翼政党聯盟新多数派的成員。